# Yevgueni Nikitin
Yevgueni Nikitin (1973) es un bajo barítono ruso especializado en papeles wagnerianos y en ópera eslava.

## Biografía
Nació en Múrmansk, en el círculo polar ártico de Rusia, y estudió en el conservatorio estatal Rimski-Korsakov de San Petersburgo. Tras licenciarse en dicho centro, pasó a formar parte de los cuerpos estables del Teatro Mariinski en donde ha interpretado numerosas óperas rusas como el rol homónimo de Eugenio Oneguin y Tomski en La dama de picas, ambas de Piotr Chaikovski o los personajes protagonistas de El príncipe Ígor y Ruslán y Liudmila de Aleksandr Borodín y Mijaíl Glinka respectivamente.
Pero donde Nikitin ha encontrado hueco en la escena internacional ha sido en óperas de Richard Wagner, en donde ha cantado los roles de Telramund de Lohengrin, Gunther en El ocaso de los dioses, Wotan en El oro del Rin, Klingsor en Parsifal o el papel protagonista de El holandés errante.
También ha cantado, aunque en menor medida, repertorio italiano como Don Giovanni o Fígaro en Las bodas de Fígaro de Wolfgang Amadeus Mozart, o las óperas de Giuseppe Verdi Macbeth (Banquo) o Don Carlos (Felipe II).

### Controversia en el Festival de Bayreuth
Días previos al comienzo del Festival de Bayreuth de 2012, Evgeny Nikitin tuvo que renunciar a actuar en la ópera El holandés errante porque las cámaras televisivas habían captado el tatuaje de una esvástica nazi en el pecho del cantante. El intérprete reconoció que se la hizo cuando era joven y miembro de una banda musical de heavy metal, pero que ya hacía tiempo que se había arrepentido y trató de borrarla.